# Tunnel de Severomouïsk
Le tunnel de Severomouïsk (en russe : Северомуйский тоннель) est un tunnel ferroviaire de Russie, de la ligne magistrale Baïkal-Amour dans le nord-ouest de la Bouriatie. Il traverse la chaîne du Mouïsk du nord (en). 
Avec 15 343 m de long, il est le plus long tunnel ferroviaire du territoire russe.

## Situation ferroviaire
Le tunnel de Severomouïsk est établi sur la magistrale Baïkal-Amour.

## Historique
Les travaux du tunnel de Severomouïsk, le plus long tunnel ferroviaire russe, ont duré 14 ans, entre 1989 et 2003. Le percement a été rendu complexe par la nature du terrain. De nombreux éboulements ont entraîné des difficultés dans les travaux. On estime qu'une trentaine d'ouvriers ont perdu la vie lors du percement de ce tunnel.
Le 30 novembre 2023 pendant l'invasion de l'Ukraine par la Russie, le SBU affirme avoir fait sauter un train de marchandises qui circulait dans le tunnel de Severomouïsk pour perturber la ligne de chemin de fer cruciale pour la logistique militaire russe, qui passe au nord du Transsibérien et fait partie d'un réseau de voies reliant la Russie à la Chine et utilisé pour se fournir en armes auprès de la Chine et de la Corée du Nord,. Les trains devant alors passer par le Pont du Diable (BAM) qui est le parcours de contournement.

## Caractéristiques

Vues
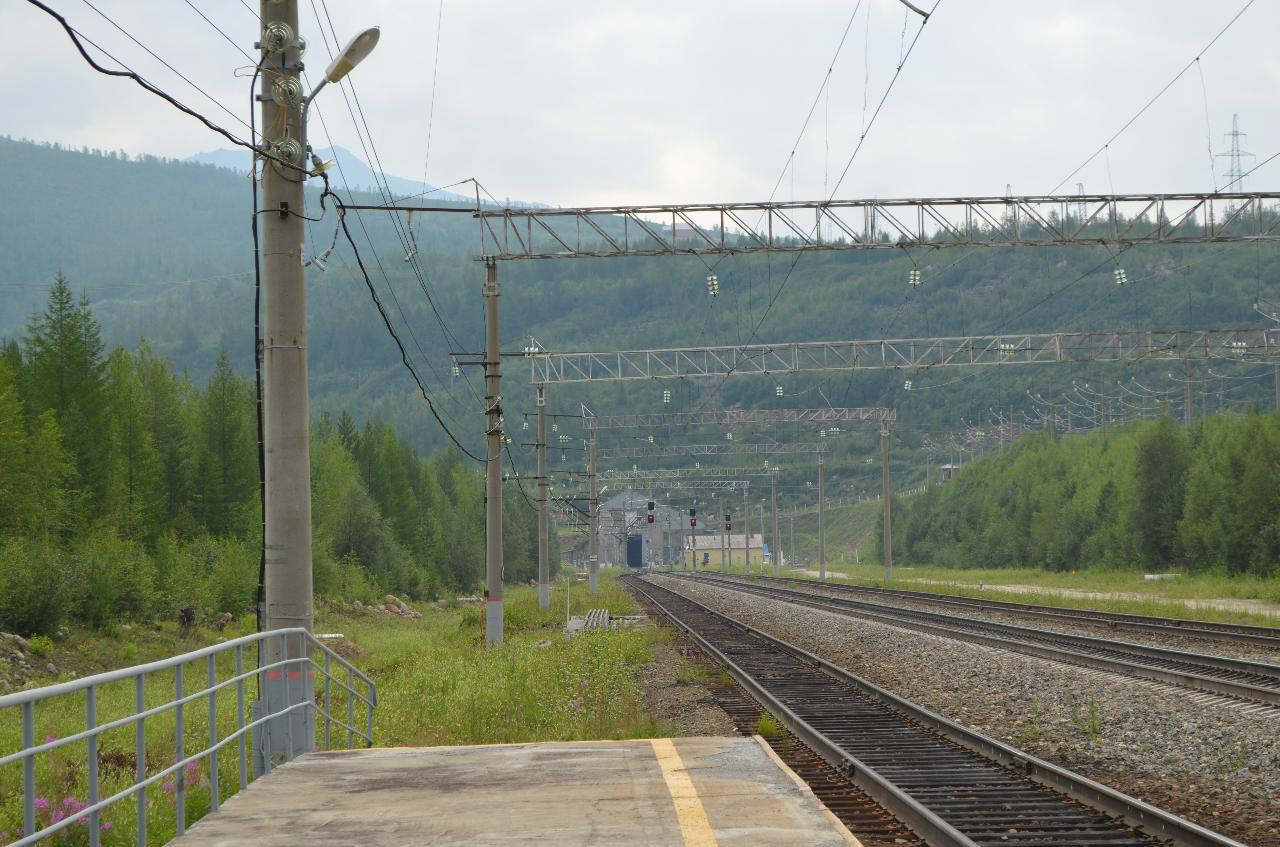
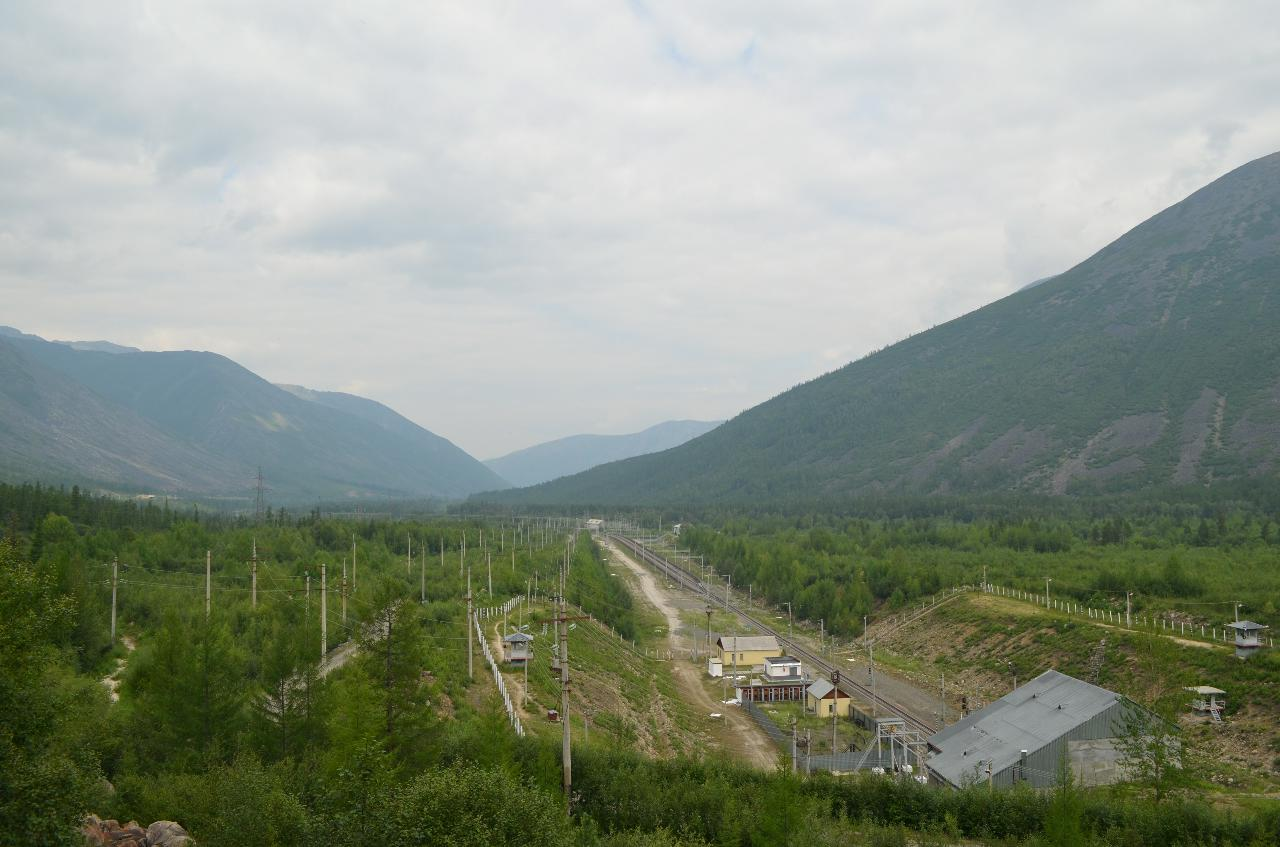
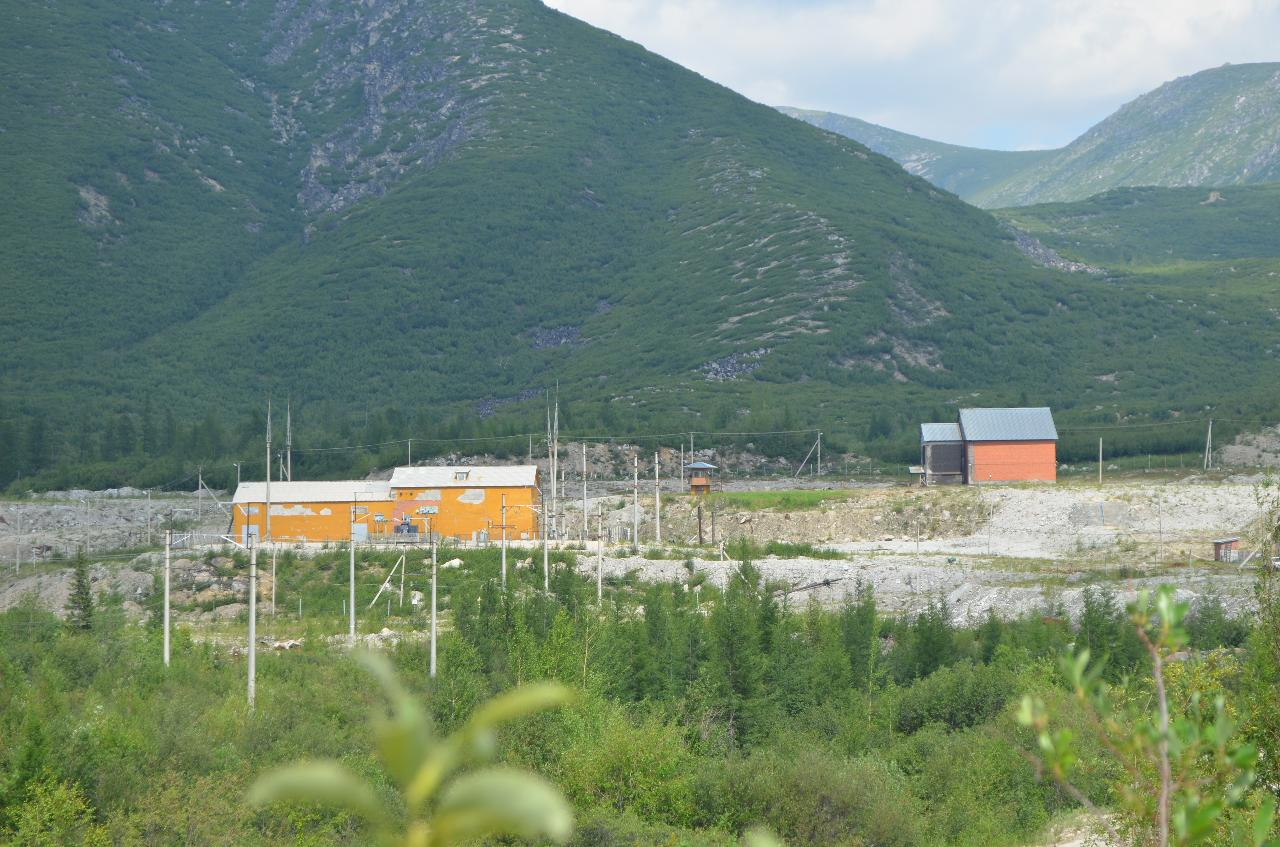
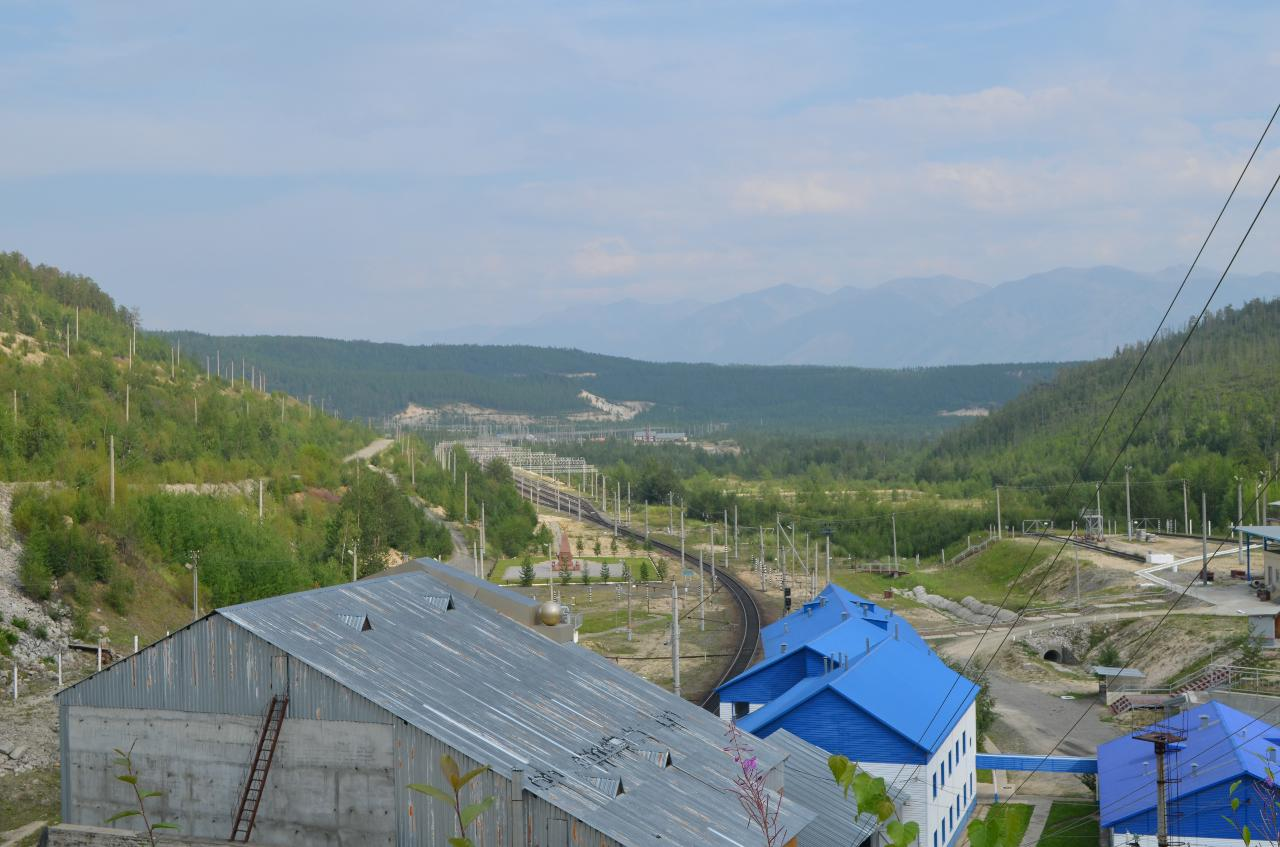

Le tunnel traverse la chaîne du Mouïsk du nord (en), en russe : Се́веро-Му́йский хребе́т.
La présence de nombreuses sources et arrivées d'eau sur le trajet du tunnel obligent à d'importants débits d'exhaure. Ce sont environ 4 000 m3 d'eau qui sont évacués chaque heure.
Les deux entrées du tunnel sont équipées de gigantesques portes, ce afin d'éviter de trop importantes variations de température dans le tunnel. Creusé sous le permafrost, un réchauffement du tube pourrait entraîner la fonte des glaces, modifier les équilibres et générer des effondrements.